# 金城小子
《金城小子》（英語：Hometown Boy），是由姚宏易執導的一部2011年紀錄片，記錄了中國知名畫家劉小東在離家30年後首次返鄉，並以故鄉的朋友為背景進行創作的故事。本片亦是繼賈樟柯《東》以後第二部以劉小東為拍攝對象的紀錄片。

## 獎項
| 年份 | 評獎名稱                | 獎項               | 結果 |
| ---- | ----------------------- | ------------------ | ---- |
| 2011 | 第48屆金馬獎            | 最佳紀錄長片       | 獲獎 |
| 2011 | 第48屆金馬獎            | 最佳攝影           | 提名 |
| 2011 | 第36屆香港國際電影節    | 紀錄片競賽火鳥大獎 | 提名 |
| 2012 | 第8屆台灣國際紀錄片影展 | 台灣獎首獎         | 獲獎 |
| 2012 | 第14屆台北電影節        | 最佳導演           | 獲獎 |
| 2012 | 第14屆台北電影節        | 最佳紀錄片         | 獲獎 |
| 2012 | 第14屆台北電影節        | 百萬首獎           | 獲獎 |

## 外部連結
- 互联网电影数据库（IMDb）上《金城小子》的资料（英文）